# 藤田宏達
藤田 宏達（ふじた こうたつ、1928年3月24日 - 2023年9月17日）は、日本の仏教学者。北海道大学、札幌大谷短期大学名誉教授。北海道大学教授・札幌大谷短期大学学長を歴任。浄土真宗の僧侶で北海道の真宗大谷派役員でもある。

## 経歴
1950年、東京大学文学部哲学科（印度哲学専修）を卒業し、同大学院で中村元に師事した。卒業後は北海道大学教授。1992年に札幌大谷短期大学長に就いた。
2023年9月17日、心不全のため死去。

## 受賞・栄典
- 1971年、日本学士院賞 - 『原始浄土思想の研究』により
- 1972年、仏教伝道文化賞
- 2008年、鈴木学術財団特別賞

## 主な著書
- 『原始浄土思想の研究』 岩波書店、1970年、新版1991年、オンデマンド版2013年
- 『浄土三部経の研究』 岩波書店、2007年、オンデマンド版2012年
- 『善導　人類の知的遺産18』 講談社、1985年
- 『生活の創造　仏教の倫理観 〈人生と仏教4〉』 佼成出版社、1970年
- 『真宗における本尊』 東本願寺出版部＜伝道ブックス＞、2012年。小冊子

### 主な共著・編著
- 『浄土仏教の思想 第1巻　無量寿経・阿弥陀経』 講談社、1994年。後者は桜部建が担当
- 『浄土仏教の思想 第3巻　龍樹・世親、チベットの浄土教、慧遠』 講談社 1993年。チベットはツルティム・ケサン。慧遠は桜部建が担当
- 『ジャータカ全集 1 因縁物語ほか』（訳注）中村元監修、春秋社、1984年、オンデマンド版2008年
- 『ブッダの詩Ⅰ 原始仏典七』 講談社、1986年 -「ダンマパダ（真理のことば）」を訳注

以下は校訂・注解
- 『阿弥陀経講究　安居本講』 真宗大谷派宗務所出版部、2001年（1997年に行う）
- 『大無量寿経講究　安居本講』 真宗大谷派宗務所出版部、1990年
- 『観無量寿経講究　安居本講』 真宗大谷派宗務所出版部、1985年
- 『梵文和訳 無量寿経・阿弥陀経』 法蔵館、1975年、新訂2015年
- 『梵文 無量寿経・梵文 阿弥陀経』 校訂、法蔵館、2011年
- 『梵文 無量寿経写本 ローマ字本集成』上・下・補巻、山喜房佛書林、1992-1996年

### 論文
- CiNii>藤田宏達
- INBUDS>藤田宏達

### 記念論集
- 『藤田宏達博士還暦記念論集 インド哲学と仏教』（平楽寺書店、1989年）、詳細な紹介年譜。